# Riccardo Riccò

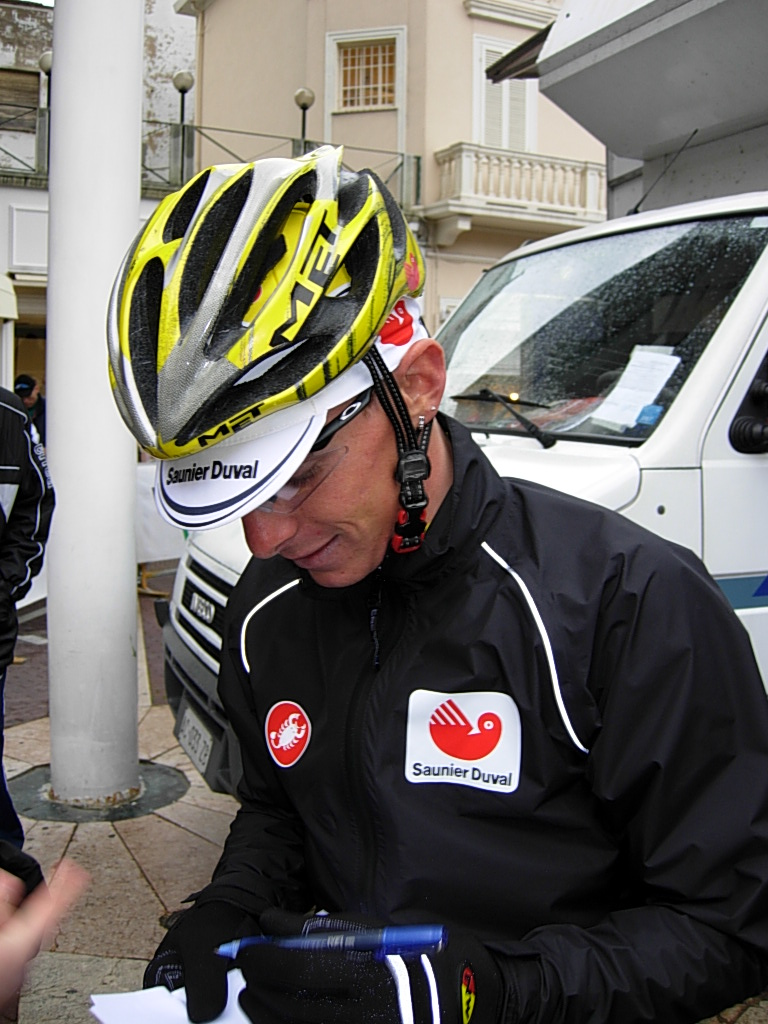
Riccardo Riccò en 2007

Riccardo Riccò (né le 1er septembre 1983 à Sassuolo, dans la province de Modène en Émilie-Romagne) est un coureur cycliste italien, professionnel entre 2006 et février 2011. Il est surnommé le « Cobra ». Durant sa carrière, il a été au centre de plusieurs affaires de dopage. Il est expulsé du Tour de France 2008, après un contrôle positif à l'EPO. Fin 2010, il revient à la compétition, mais en février 2011 il est licencié par son équipe Vacansoleil-DCM, après être tombé malade à la suite d'une autotransfusion. Le 19 avril 2012, le tribunal antidopage italien le reconnaît coupable de s'être fait une autotransfusion sanguine et le suspend de toutes compétitions pour 12 ans. Après de nouvelles allégations en 2014, il est finalement suspendu à vie en décembre 2020.

## Biographie

### Débuts amateurs
Coureur dans les rangs amateurs au sein de l'équipe GS Simec Raimondi en 2001, Riccardo Riccò remporte en 2003 la Coppa della Pace et une étape du Baby Giro. En fin de saison, il est sélectionné en équipe nationale espoirs, pour participer aux championnats du monde à Hamilton. 
Passé dans l'équipe Grassi-Marco Pantani, il remporte en avril 2005 la Semaine cycliste lombarde en s'adjugeant deux étapes, dont un contre-la-montre en côte. Il est approché par l'équipe professionnelle Ceramica Panaria mais la fédération italienne de cyclisme lui interdit de passer professionnel après des tests sanguins anormaux.

### Révélation et exclusion (2006-2008)
Riccardo Riccò fait ses débuts professionnels en 2006 au sein de l'équipe espagnole Saunier Duval-Prodir. Il obtient rapidement de bons résultats. En mars, sur Tirreno-Adriatico, il se classe troisième de la 2e étape, battu par les anciens champions du monde Óscar Freire et Igor Astarloa au sommet de la côte finale à Paglieta, et termine également troisième de la 6e étape. Douze jours plus tard, il signe son premier succès dans sa ville natale, Sassuolo, en devançant notamment Paolo Bettini durant la Semaine internationale Coppi et Bartali.
En mai 2007, Riccardo Riccò participe à son premier Tour d'Italie. L'équipe Saunier Duval y impressionne en remportant quatre étapes difficiles avec quatre coureurs différents. Deuxième de la 4e étape derrière Danilo Di Luca, Riccò s'impose lors de la 15e étape aux Trois Cimes du Lavaredo, passant la ligne en compagnie de son coéquipier Leonardo Piepoli, déjà vainqueur d'étape cinq jours auparavant. Il termine l'épreuve à la sixième place du classement général, et à la deuxième place du classement du meilleur jeune derrière Andy Schleck.
Après avoir été l'une des révélations de la saison 2007, Riccò se fixe des objectifs ambitieux pour 2008 : il annonce en effet viser la victoire sur les classiques ardennaises et le Tour d'Italie.
Il commence sa saison par le Tour d'Andalousie. Discret, il termine à la 36e du classement général après avoir fini à 7 minutes de Cadel Evans lors de l'étape se concluant par l'ascension vers La Zubia. Il se classe néanmoins troisième au sprint derrière Petacchi et Visconti le lendemain.
Sur la course par étapes Tirreno-Adriatico, qui l'avait révélé l'année précédente, il est cette fois plus malchanceux. Lors de la deuxième étape, alors qu'il dispute la victoire avec cinq coureurs, la roue avant de Linus Gerdemann touche sa roue arrière. Avec plusieurs rayons cassés, il passe la ligne à pied en jetant son vélo et déclare ensuite que sa victoire était certaine, « même sur une jambe ». Il chute le lendemain, perd plus de 15 minutes et termine 95e. Cette chute lui cause une douleur à un muscle fessier droit et le force à renoncer à participer à Milan-San Remo.
En mai, il remporte deux étapes sur le Giro, qu'il termine à la deuxième place du classement général derrière l'Espagnol Contador.

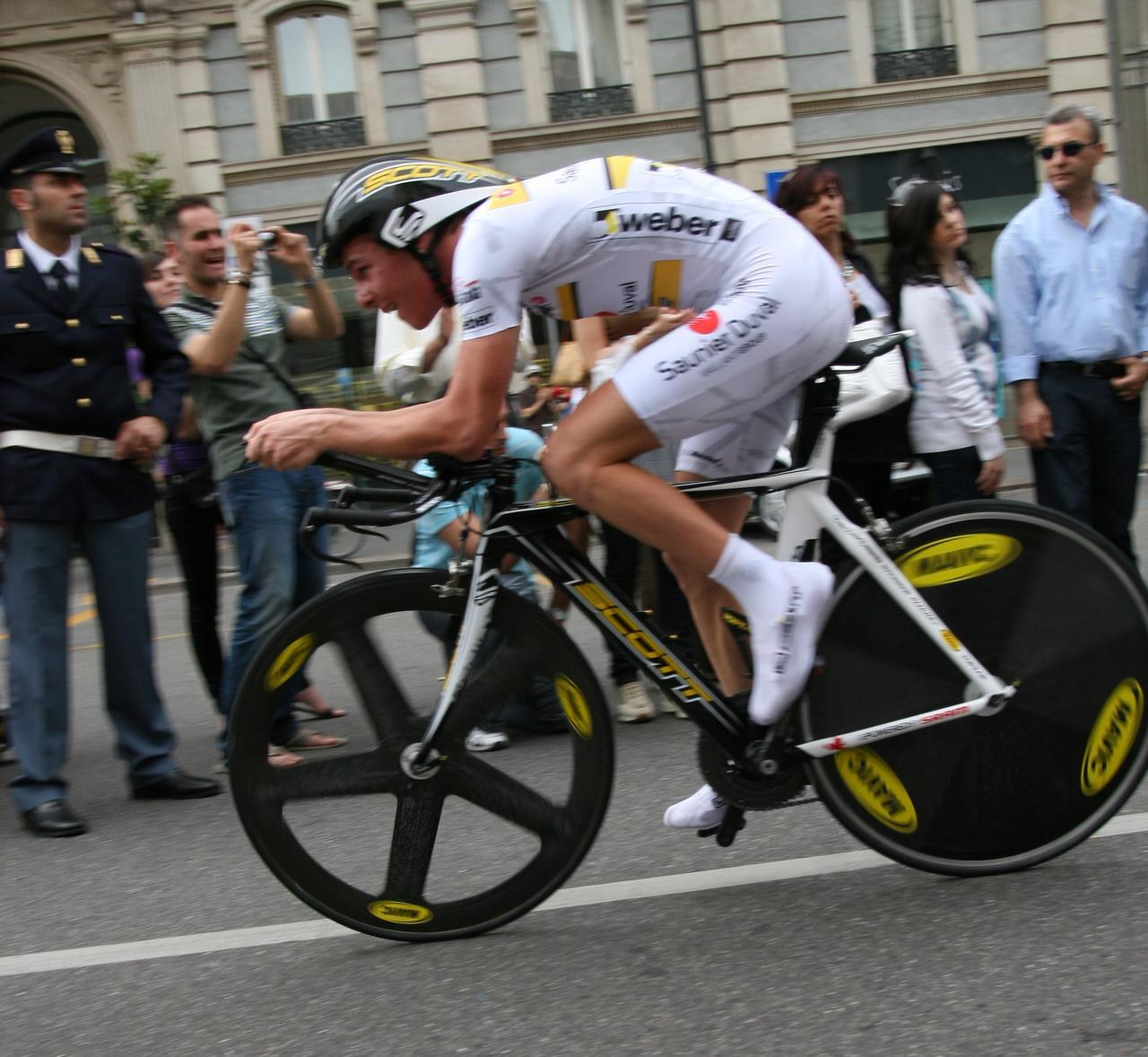
Riccò avec le maillot blanc de meilleur jeune sur le Tour d'Italie 2008.

Il décide d'exporter son talent et remporte notamment les sixième et neuvième étapes du Tour de France devant des coureurs comme Valverde et Evans, deux favoris du Tour. Il porte également le maillot à pois et il est premier au classement du meilleur jeune. Mais le 17 juillet 2008, le contrôle antidopage qu'il a subi lors du contre-la-montre de Cholet est annoncé positif à l'EPO. Riccò est exclu, l'équipe Saunier Duval se retire aussitôt du Tour et perd son sponsor quelques jours plus tard. 

### Reprise et tentatives
Suspendu 20 mois pour ce contrôle positif et pour fréquentations d'un médecin rayé de la profession, il reprend la compétition lors de la Semaine Coppi et Bartali en mars 2010 dans l'équipe Ceramica Flaminia. Il remporte sa première course depuis son retour de suspension, le 3 avril 2010, lors de la 3e étape de la Semaine cycliste lombarde. En janvier 2010, la compagne de Riccardo Riccò, Vania Rossi, est elle aussi contrôlée positive à l'EPO Cera, lors des championnats d'Italie de cyclo-cross, par le CONI. Le contrôle de l'échantillon B est déclaré non positif par la suite. 
En fin du mois d'avril 2010, il remporte une étape du Tour du Trentin mais s'incline au général face à Alexandre Vinokourov. Il remporte le Tour d'Autriche en juillet 2010 malgré une chute lors de l'avant-dernière étape qui lui a occasionné une fracture du nez. Début août, il résilie à l'amiable son contrat avec l'équipe Ceramica Flaminia dans l'optique de participer au Tour d'Espagne 2010. Le 13 août, il est annoncé chez Quick Step, mais, le 16 août, il signe un contrat avec Vacansoleil. Il remporte en fin de saison la Coppa Sabatini, signant un doublé avec son coéquipier Marco Marcato.
Il participe au Grand Prix d'ouverture La Marseillaise fin janvier 2011 et termine 7e. Le 19 février, il est licencié par Vacansoleil après avoir avoué avoir eu recours à une auto-transfusion sanguine. Le 1er juin 2011, Riccardo Riccò s'engage avec l'équipe continentale croate Meridiana Kamen, alors qu'il était sur le point de signer avec l'équipe Amore & Vita-Conad. En avril 2012, le tribunal antidopage annonce sa décision de suspendre Riccardo Riccò pour une durée de douze ans, ce qui semble définitivement mettre fin à sa carrière sportive.
Fin 2013, Riccardo Ricco annonce sa volonté de s'attaquer aux records des cols du Tour de France, à commencer par le mont Ventoux. En juillet, paraît le livre Funérailles en jaune, les confessions du Cobra co-écrit avec l'écrivain journaliste Salvatore Lombardo. Il est invité à participer à plusieurs événements de Gran Fondo et annonce plusieurs tentatives de records sur les plus grandes ascensions cyclistes.
Le 1er août 2014, il chute dans la descente du mont Ventoux qu'il venait d'escalader en 58 min 17 s. Souffrant d'une commotion cérébrale et de contusions, il est hospitalisé à l'hôpital de Carpentras.  
Après une période difficile, où il reconnait avoir pensé au suicide, il déménage à Tenerife, où il devient vendeur de glaces et se marie.

## Affaires de dopage

### Chez les amateurs
En 2001, il est interdit de championnat du monde de cyclo-cross juniors à cause d'un contrôle sanguin anormal révélant un hématocrite trop élevé. 
En 2003, il ne prend pas part aux championnats du monde à Hamilton en raison de paramètres biologiques anormaux.
En 2005, il est approché par l'équipe professionnelle Ceramica Panaria mais la fédération italienne de cyclisme lui interdit de passer professionnel après que des tests sanguins ont révélé un hématocrite trop élevé. Le dirigeant de l'équipe Saunier Duval-Prodir, Mauro Gianetti lui suggère alors de se rendre à l'Union cycliste internationale afin d'effectuer des tests complémentaires. Ceux-ci révèlent un hématocrite naturellement élevé chez Riccò et l'autorisent à dépasser la limite de 50 %,.

### Chez les professionnels

#### Mise en examen en 2006
En avril 2006,  il est impliqué dans une affaire de trafic de produits dopants sur la base d'écoutes téléphoniques avec Guido Trenti. Il est mis en examen en avril 2006 mais sans suites judiciaires.

#### Positif à l'EPOsur leTour de France 2008
Le 17 juillet 2008, Riccardo Ricco est contrôlé positif à l'EPO de troisième génération (Continuous Erythropoietin Receptor Activator - CERA) lors d'un contrôle subi à l'issue de la 4e étape. Riccardo Riccò, entendu par la gendarmerie de Mirepoix, ne prend pas le départ de la 12e étape et est mis en examen pour « utilisation de substance classée vénéneuse », avant d'être remis en liberté le lendemain. L'équipe Saunier Duval décide aussitôt de se retirer de l'épreuve, puis elle licencie Riccò et son coéquipier Leonardo Piepoli, vainqueur d'étape à Hautacam, pour « violation du code éthique de l'équipe ».
Le 30 juillet, il est entendu par le Comité national olympique italien (CONI) et avoue s'être dopé, mettant fin à son déni des accusations portées à son encontre jusqu'à ce jour. En octobre, le CONI prononce à son encontre une suspension de deux ans, soit jusqu'au 30 juillet 2010. Outre le contrôle positif pour lequel il écope d'une suspension de 18 mois, le comité lui reproche d'avoir eu recours aux services du docteur Carlo Santuccione, impliqué dans l'affaire Oil for Drugs et interdit d'exercice de la médecine dans le cadre sportif.
Le 17 mars 2009, le TAS réduit sa suspension de 4 mois pour avoir collaboré. Riccò est donc suspendu 20 mois à compter du 18 juillet 2008, et jusqu'au 18 mars 2010.
Le 30 juillet 2009, l'Union cycliste internationale annule la décision du TAS de réduire la suspension de Riccardo Ricco de 4 mois. Finalement, le 22 octobre, l'UCI accorde cette réduction de suspension. 
Le 9 février 2010, il est condamné, par le tribunal de Modène, à 5 710 euros d'amende.
Son procès pour « utilisation de substance classée vénéneuse » au tribunal de Foix s'ouvre le 26 mai 2010. Il est convoqué le 29 juin 2010 mais ne se présente pas. Malgré son absence, il est condamné à 2 mois de sursis et à 3 000 euros d'amende. Riccò fait appel de cette décision en invoquant le fait qu'il a déjà été condamné pour cette infraction. Son appel est entendu le 19 octobre 2011 par la cour d'appel de Toulouse, qui confirme la condamnation du tribunal de Foix. L'avocat de Riccò a rétorqué que le coureur a déjà été condamné par le Tribunal de Modène et par conséquent, il ne peut pas être jugé une seconde fois pour la même infraction. Ces arguments ont été rejetés par la Fédération française de cyclisme, établie en partie civile car Riccò n'avait pas été sanctionné pour avoir importé des produits dopants, seulement pour en avoir consommé. Le 22 novembre 2011, il est condamné à deux mois de prison avec sursis et à 3 000 euros d'amende par la cour d'appel de Toulouse.

#### Opération Cobra Rouge en 2010

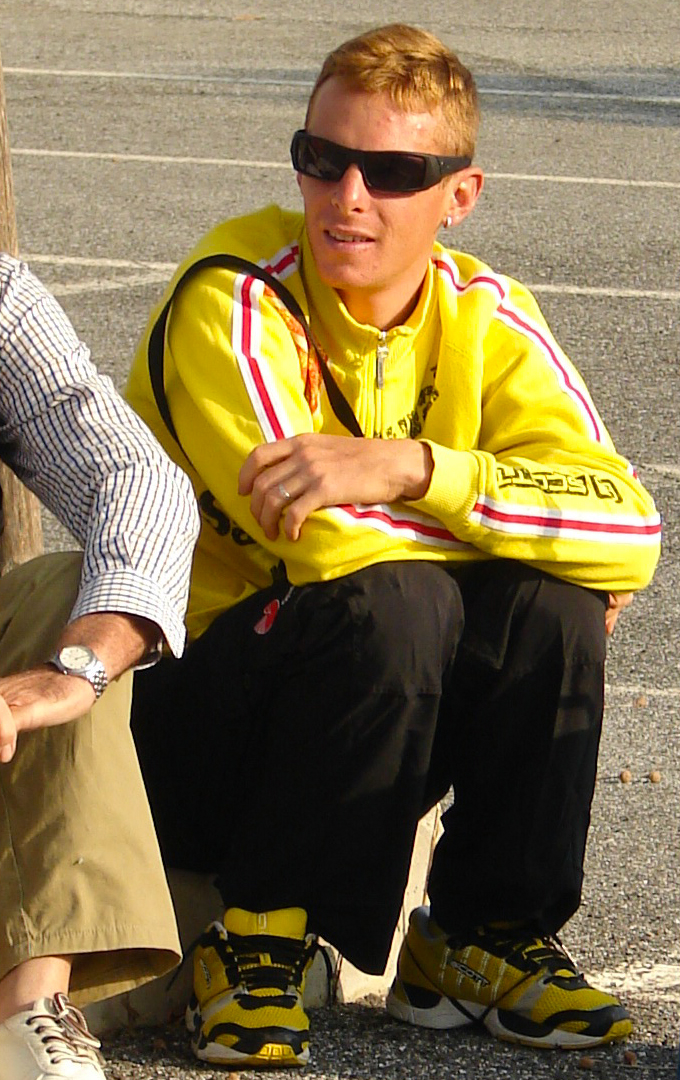
Riccò en 2010.

Le 1er octobre 2010, des comprimés non identifiés ont été saisis lors d'une opération de police au domicile de Riccò, selon La Gazzetta dello Sport. Le 21 septembre 2010, cinq personnes avaient été arrêtées dans le cadre d'une enquête antidopage, dont Enrico Rossi, le sprinteur de l'équipe Ceramica Flaminia et surtout frère de Vania Rossi, ex-fiancée de Ricco. La police avait notamment fouillé la maison de Ricco. Les enquêteurs ont trouvé une cinquantaine de comprimés, dont certains émiettés, qui vont être expertisés par la justice italienne.

#### Auto-transfusion en 2011
Riccardo Riccò est admis à l'hôpital de Modène le 7 février 2011 en fin d'après-midi, dans un état très sérieux. Les médias parlent d'une insuffisance rénale et d'une embolie pulmonaire. Par peur pour sa vie, il admet à son médecin qu'il s'est auto-transfusé son propre sang qu'il gardait dans son réfrigérateur depuis 25 jours. Il encourt une peine de prison et la radiation à vie. Il est licencié de l'équipe le 19 février 2011. 
À la suite de sa signature dans une équipe continentale croate il est suspendu par la Fédération italienne de cyclisme pour préserver sa santé et par le Comité National Olympique Italien qui décide de le suspendre le 10 juin 2011 en lui interdisant de s'aligner sur une compétition internationale.
Le 5 août 2011, sa suspension provisoire est prolongée d'un mois. Le 5 septembre 2011, les témoignages et les expertises confirment que Riccardo Riccò a bien subi une transfusion sanguine. Il est entendu par le CONI le 14 septembre. Le 12 octobre, le CONI demande une suspension de 12 ans. 
Il est également entendu par le parquet de Modène le 27 octobre 2011. Lors de son audience, l'Italien a affirmé qu'il s'était auto-transfusé du fer avant de faire un malaise et d'être reçu à l'hôpital. En effet, il a présenté avec son avocat des documents datant de janvier signifiant qu'il avait un manque de fer dans son organisme. Une ordonnance suggérant la prise de « trois gouttes de fer de Ferlixit » par semaine aurait aussi été apportée par la défense selon la Gazzetta dello Sport. Il risque une peine de prison.
Le 19 avril 2012, le tribunal antidopage italien le suspend de toutes compétitions pour 12 ans. Cette peine est confirmée le 1er mars 2013 par le Tribunal arbitral du sport (TAS).

#### Accusations de 2014
Le 1er mai 2014, Riccò est accusé d'avoir acheté de l'EPO et de la testostérone, après avoir été arrêté par la police italienne dans le parking d'un restaurant McDonald's à Livourne. Il a par la suite prétendu être « au mauvais endroit au mauvais moment » et son avocat a déclaré qu'il n'était pas dans le parking pour acheter de l'EPO,.

#### Suspension à vie
Le 14 décembre 2020, il est suspendu à vie (et condamné à verser une somme de 4 000 euros) par le tribunal antidopage italien pour « commerce illicite de substances et/ou méthodes interdites » entre 2015 et 2017, après que la Fédération cycliste italienne eut intenté une procédure disciplinaire à son encontre,. Riccardo Riccò s'est reconverti dans la vente de glaces, il reconnaît ses fautes et dit avoir trouvé la sérénité : « J'étais une petite brute de talent, un idiot qui gaspillait argent et carrière » […] « J'étais un tyran, je pensais au suicide mais maintenant je suis heureux. J'ai appris un métier et épousé Melissa : sans elle, je n'aurais pas réussi ».

## Palmarès sur route

### Palmarès professionnel
| - 2006 - 5e étape de la Semaine internationale Coppi et Bartali - Japan Cup - 3e du Grand Prix Bruno Beghelli - 2007 - 4e étape du Tour de San Luis - 3e et 4e étapes de Tirreno-Adriatico - 5e étape de la Semaine internationale Coppi et Bartali - 15e étape du Tour d'Italie - 2e de la Semaine internationale Coppi et Bartali - 2e du Tour de Lombardie - 5e de la Flèche wallonne - 9e de l'Amstel Gold Race - 2008 - Tour d'Italie : - Classement du meilleur jeune - 2e et 8e étapes - 6e et 9e étapes du Tour de France (déclassé pour dopage) - 2e du Tour d'Italie | - 2010 - 3e et 5e étapes de la Semaine cycliste lombarde - 2e étape du Tour du Trentin - Tour d'Autriche : - Classement général - 2e et 4e étapes - Coppa Sabatini - 2e de la Semaine cycliste lombarde - 2e du Tour du Trentin - 2e du Grand Prix de Wallonie - 3e de l'UCI Europe Tour |  |

## Résultats sur les grands tours

### Tour de France
2 participations
- 2006 : 97e
- 2008 : exclu pour dopage

### Tour d'Italie
2 participations
- 2007 : 6e, vainqueur de la 15e étape
- 2008 : 2e,  vainqueur du classement du meilleur jeune, vainqueur des 2e et 8e étapes

## Classements mondiaux
| Année              | 2005 | 2006 | 2007 | 2008 | 2009 | 2010 | 2011 |
| ------------------ | ---- | ---- | ---- | ---- | ---- | ---- | ---- |
| Classement ProTour |      | 186e | 14e  |      |      |      |      |
| UCI Europe Tour    | 89e  |      |      |      |      | 3e   | 790e |

## Palmarès en cyclo-cross
- 2000-2001
  -  Champion d'Italie de cyclo-cross juniors